# Dypold I
Dypold I cz. Děpolt I (ur. 1118–1124 r., zm. 14/15 sierpnia 1167 r.) – przedstawiciel dynastii Przemyślidów.
Syn księcia czeskiego Władysława I i Rychezy z Bergu.
Dypold I wspierał brata Władysława II. Brat powierzył mu zarząd kraju, gdy wyruszył na drugą wyprawę krzyżową. Od 1160 r. nosił tytuł księcia czeskiego. W latach 1159–1162 uczestniczył w wyprawie Fryderyka I Barbarossy do Włoch. Ponownie wyruszył tam jesienią 1166 r. Uczestniczył w koronacji cesarskiej w Rzymie. Zmarł w wyniku zarazy podczas powrotu z wyprawy. Umarł wówczas także biskup praski Daniel, którego kości oddzielono od ciała, przewieziono do Pragi i pochowano w katedrze św. Wita. Można przypuszczać, że podobnie postąpiono z Dypoldem.
Dypold I w latach 1147–1153 ożenił się z nieznaną z imienia córką Albrechta Niedźwiedzia. Z tego małżeństwa pochodzili:
- Dypold II
- Jadwiga (ur. 1154–1162 r., zm. 1211 r.), żona Fryderyka I hrabiego Brehny